# Evangelický kostel (Koceľovce)
Evangelický kostel v Koceľovcích je gotická stavba, která byla 6. května 1963 prohlášena za národní kulturní památku Slovenska. Jedná se o jednolodní středověkou stavbu s polygonálním presbytářem. Kostel je slohově čistou gotickou architekturou s cennými freskami v interiéru od mistra ochtinského presbytáře.

## Historie
Kostel v Koceľovcích byl postaven pravděpodobně v první polovině 14. století s původním patrociniem svatého Bartoloměje. Již v letech 1360-1370 byl interiér doplněn freskami s námětem mariánsko-křesťanského cyklu. Původně jednolodní stavba s polygonálním presbytářem byla koncem téhož století rozšířena, když byla zvýšena a doplněna její nová klenba. Od reformace patří kostel protestantům. Ti kostel upravili podle svých potřeb a na západní a severní straně kostela vybudovali emporu. V roce 1736 byla fresková výmalba zabílena. Kostel byl zásadně přestavěn v roce 1819, kdy byla loď zaklenuta dvěma poli pruské klenby. V této době byla také přistavěna jižní loď u vchodu do kostela. Fresky byly znovuobjeveny v letech 1896-1897, kdy je restauroval maďarský restaurátor István Gróh. Na počátku 20. století byla upravena věž kostela, kdy dostala neobvyklou secesní kovovou helmici. Poslední restaurátorský průzkum byl proveden v roce 1976.

## Architektura kostela
Evangelický kostel v Koceľovcích se nachází na pozemku obehnaném zdí uprostřed obce. Z architektonického hlediska představuje výjimečný příklad téměř neporušeně dochované gotické architektury. Kostel je jednolodní s polygonální svatyní, západní věží a sakristií v severní poloze. Věž kostela má v přízemí čtvercový půdorys, ve vyšší poloze přechází do tvaru osmiúhelníku a je zakončena secesní kovovou helmicí. V presbytáři se dochovala okna s kružbami z období gotiky. Z období gotiky pocházejí také tři portály, vstupní portál, portál do sakristie a portál v podvěží. Dveře do sakristie jsou kované ze 14. století, vstupní dveře do kostela pocházejí z počátku 16. století. Sakristie je zaklenuta valenou klenbou, kněžiště má křížovou žebrovou klenbu z konce 14. století. V interiéru kostela se kromě rané dřevěné a zděné malované empory nachází křtitelnice ze 17. století a dřevěný barokní oltář z roku 1740.
Fresková výmalba kostela z let 1360 až 1370 (podle Milana Tognera) pokrývá povrch stěn a kleneb presbytáře. Autorem fresek je neznámý umělec zvaný Mistr ochtinského presbytáře. Zobrazují mariánsko-křesťanský cyklus. Mariánskou část cyklu tvoří Zvěstování Panně Marii, Narození Krista, Návštěva Marie u Alžběty, Klanění tří králů, Obětování v chrámu, Dvanáctiletý Ježíš v chrámu a Korunovace Panny Marie. Následuje pašijový cyklus: Příjezd Ježíše do Jeruzaléma, Poslední večeře, Ježíš při modlitbě v Getsemanské zahradě, Jidášův polibek, Kristus před Herodem a Kaifášem, Bičování Krista, Korunování trním, Nesení kříže, Ukřižování, Snímání kříže a Ukládání do hrobu. Závěrečné vyobrazení Zmrtvýchvstání se v presbytáři nenachází; mohlo být zobrazeno v lodi, kde se podle provedených sond nacházejí další malby, které dosud nebyly prozkoumány. Odborníci hodnotí fresky jako lineární, s bravurní kresbou a živými gesty postav. Velkolepá plocha, na níž jsou rozmístěny, představuje největší rozsah souvislých fresek mezi gemerskými kostely.

## Užitečné informace
- Bohoslužby se konají každou neděli v 11.00 hodin.
- Pro návštěvu kontaktujte farní úřad v Koceľovcích, 058/793 19 09.

## Galerie

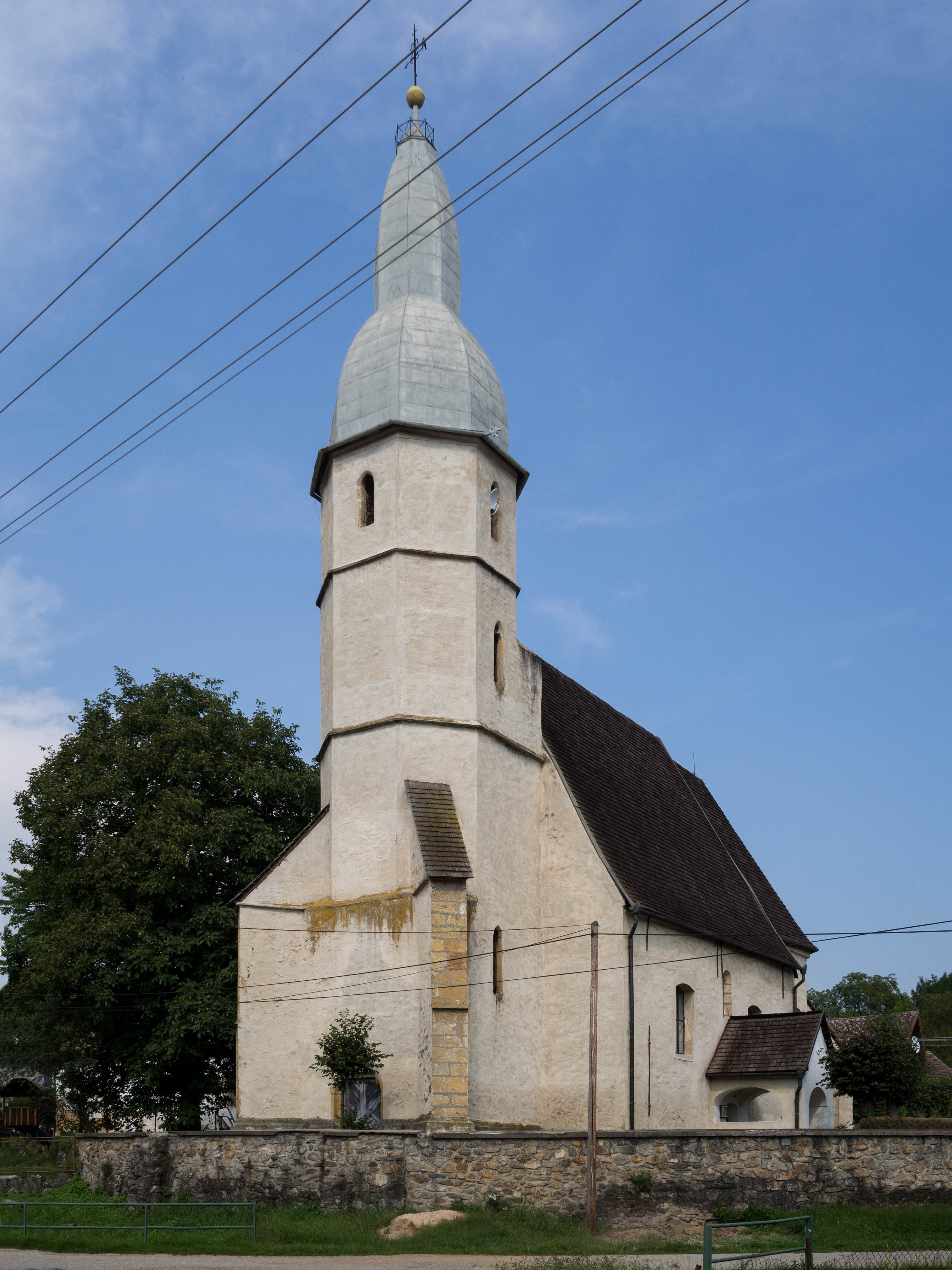
Pohled na kostel od západu
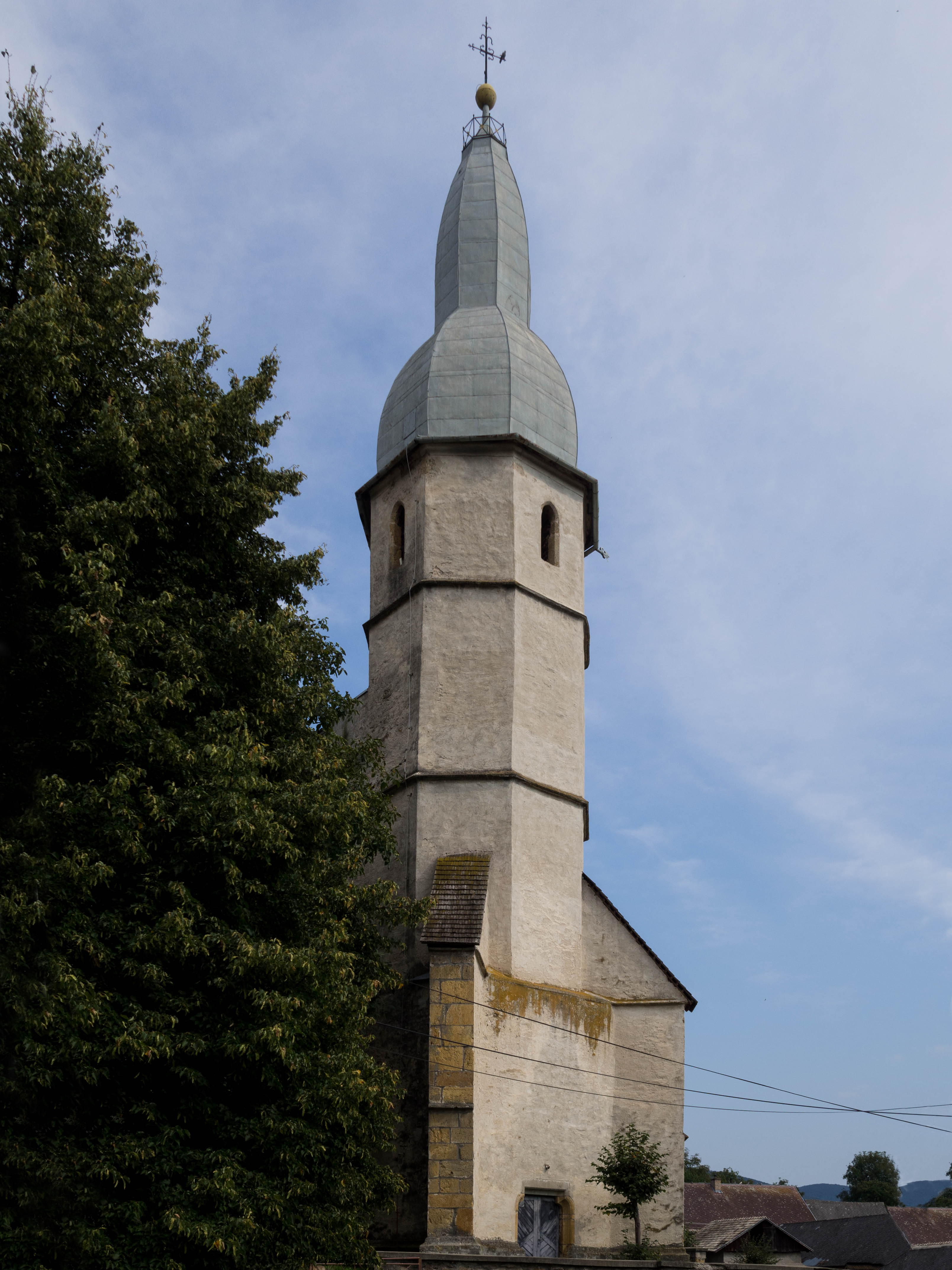
Pohled na věž kostela
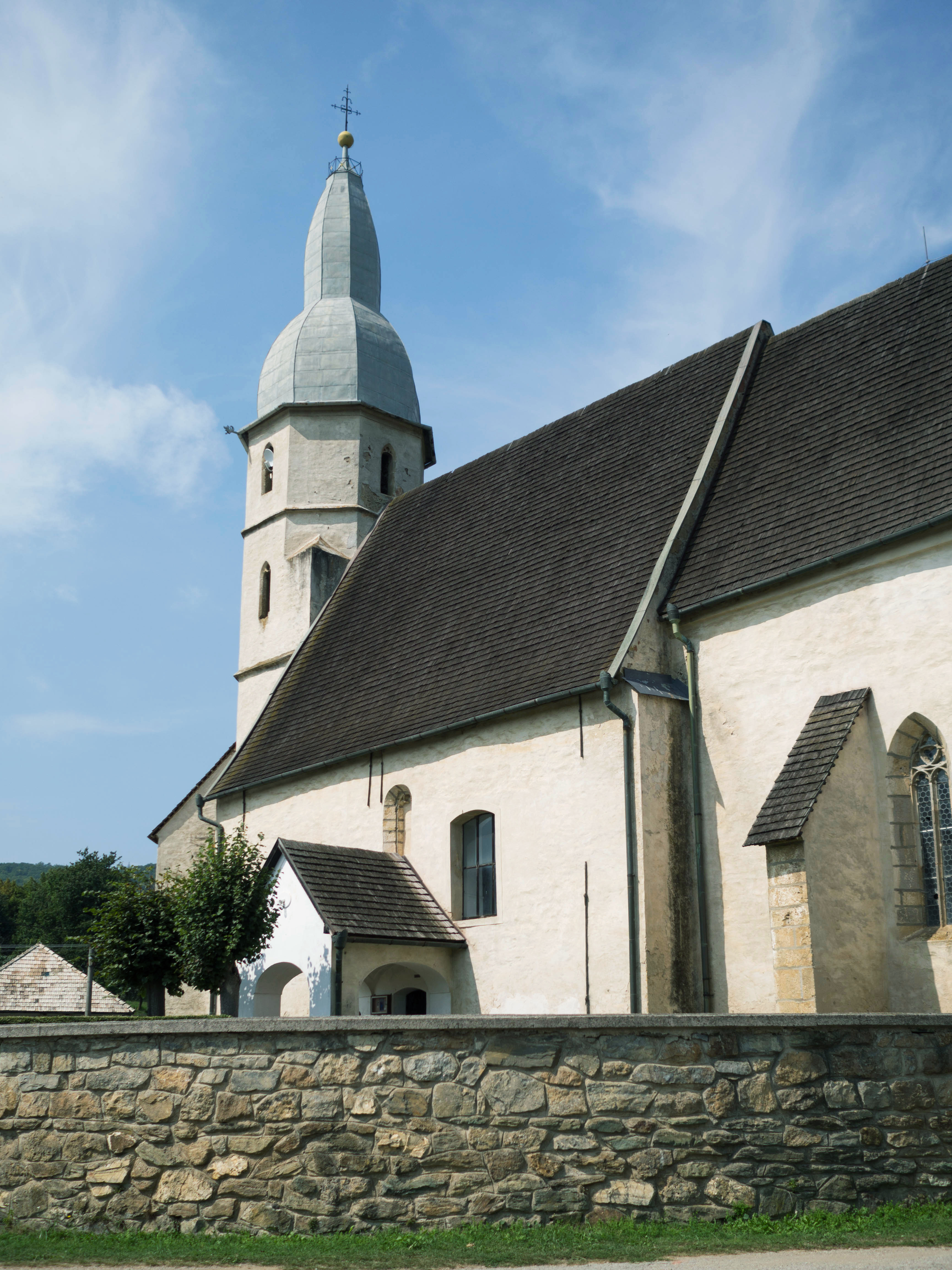
Pohled na kostel od jihu
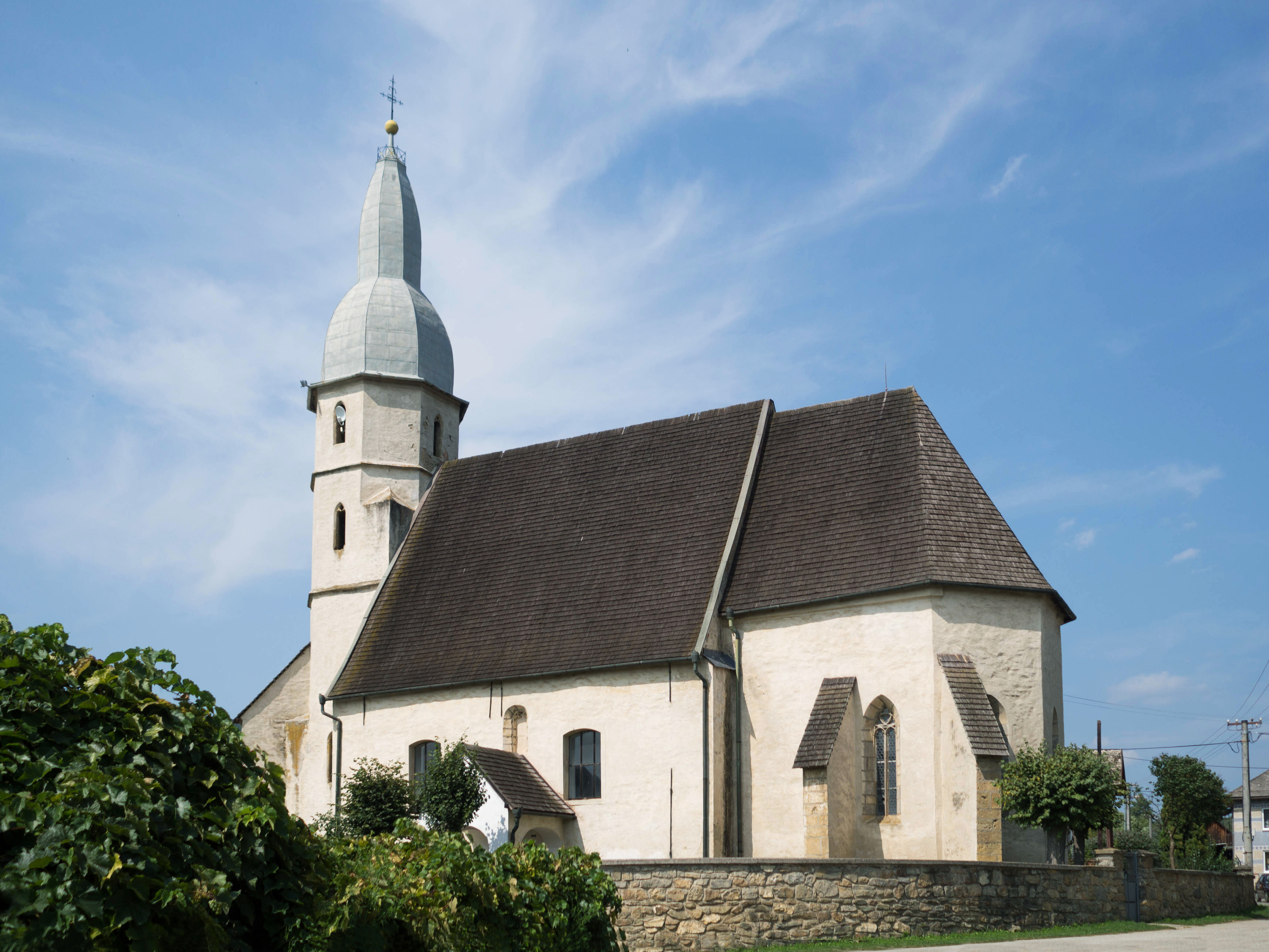
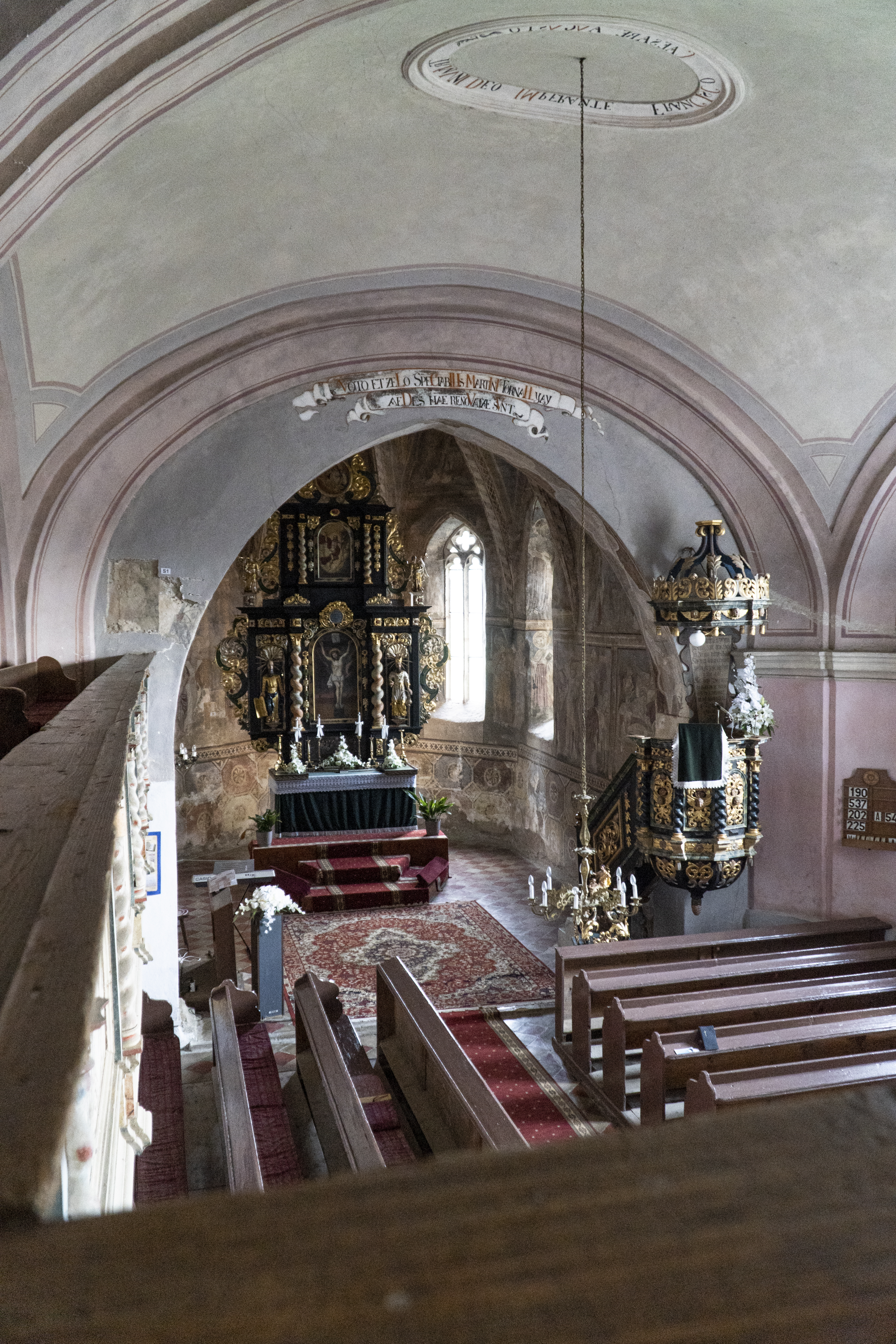
Pohled z empory. Na fotografii je vidět restaurovaný barokní oltář.
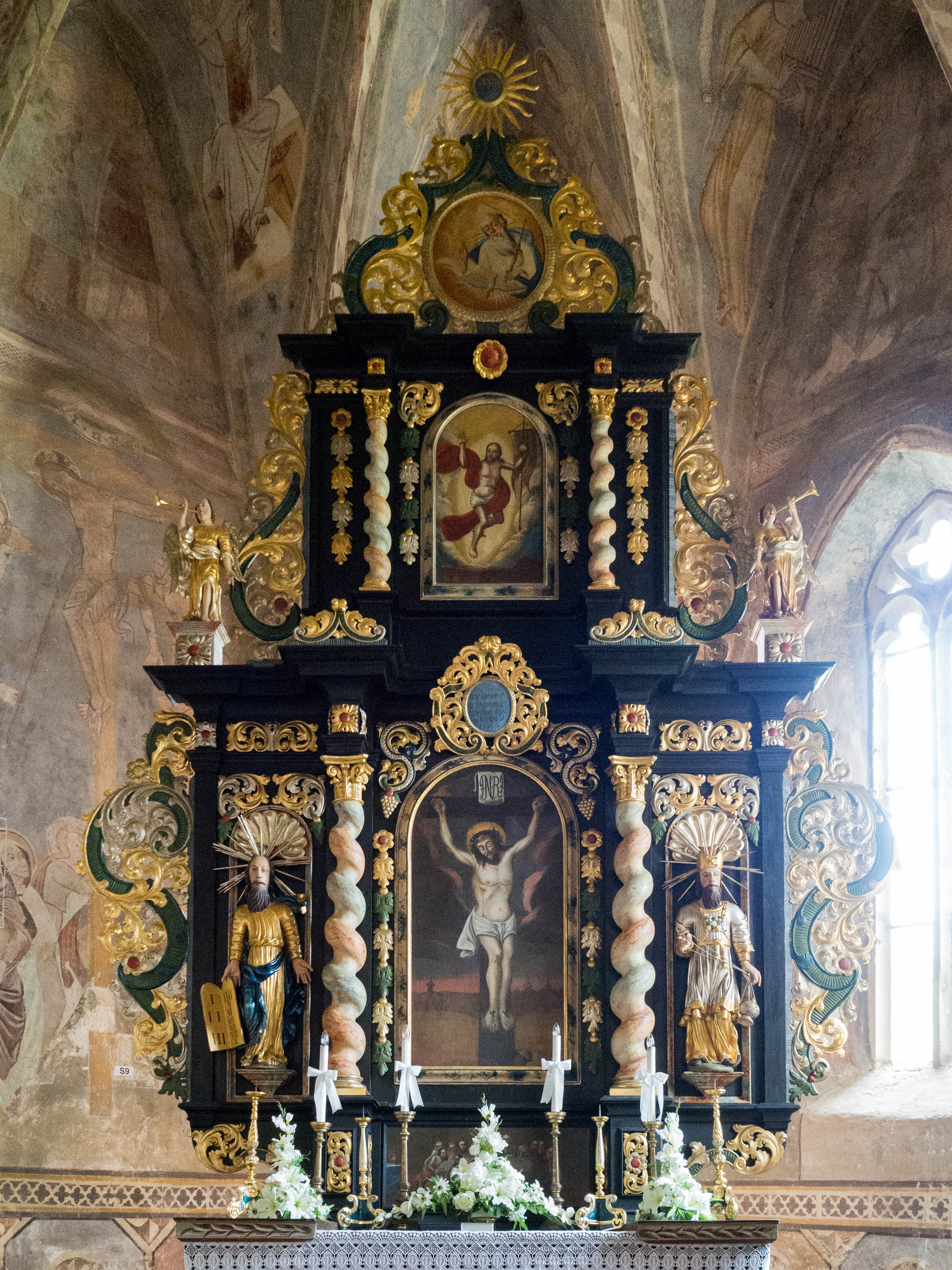
Presbytář s barokním oltářem
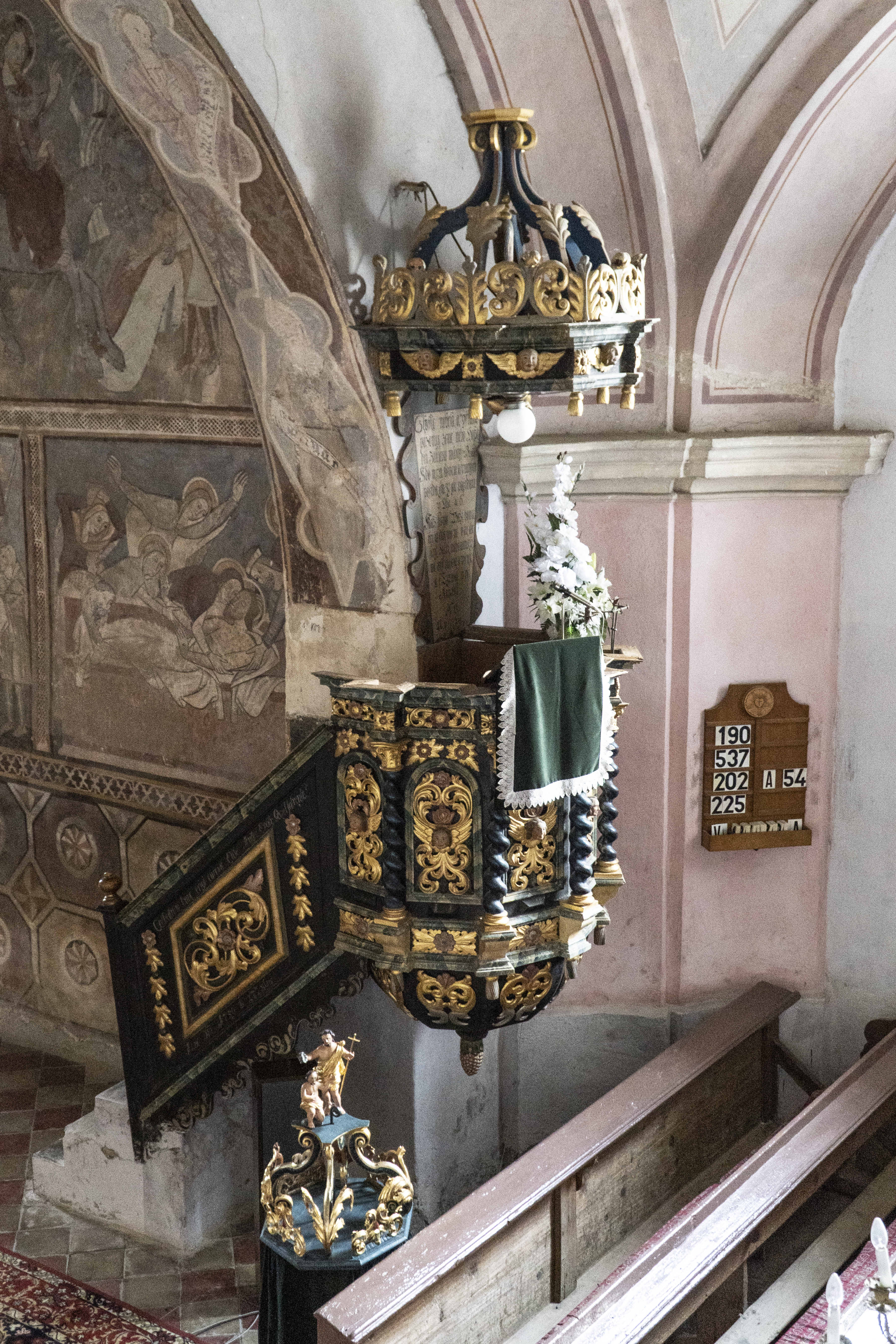
Barokní kazatelna
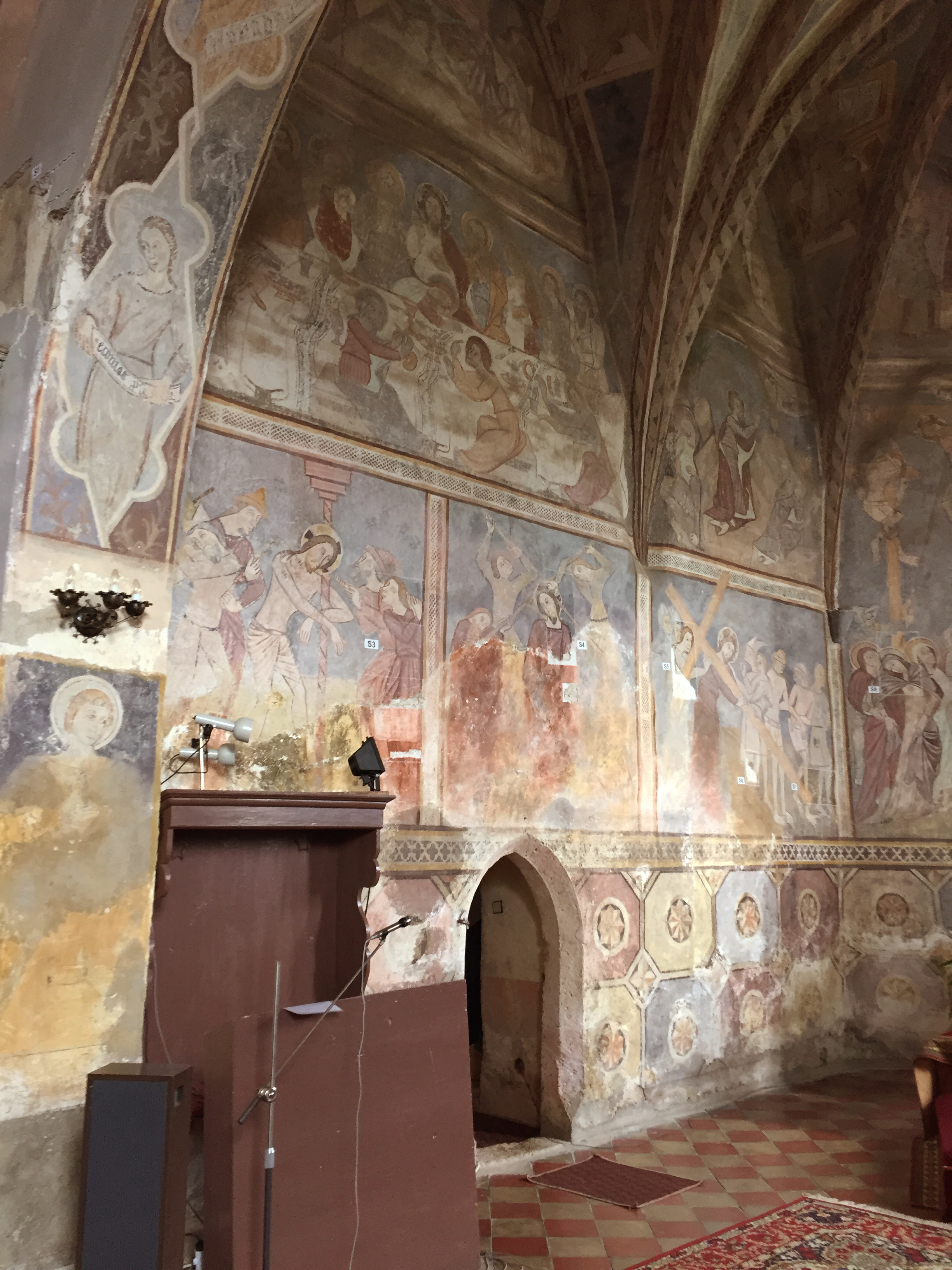
Presbytář s dveřmi do sakristie
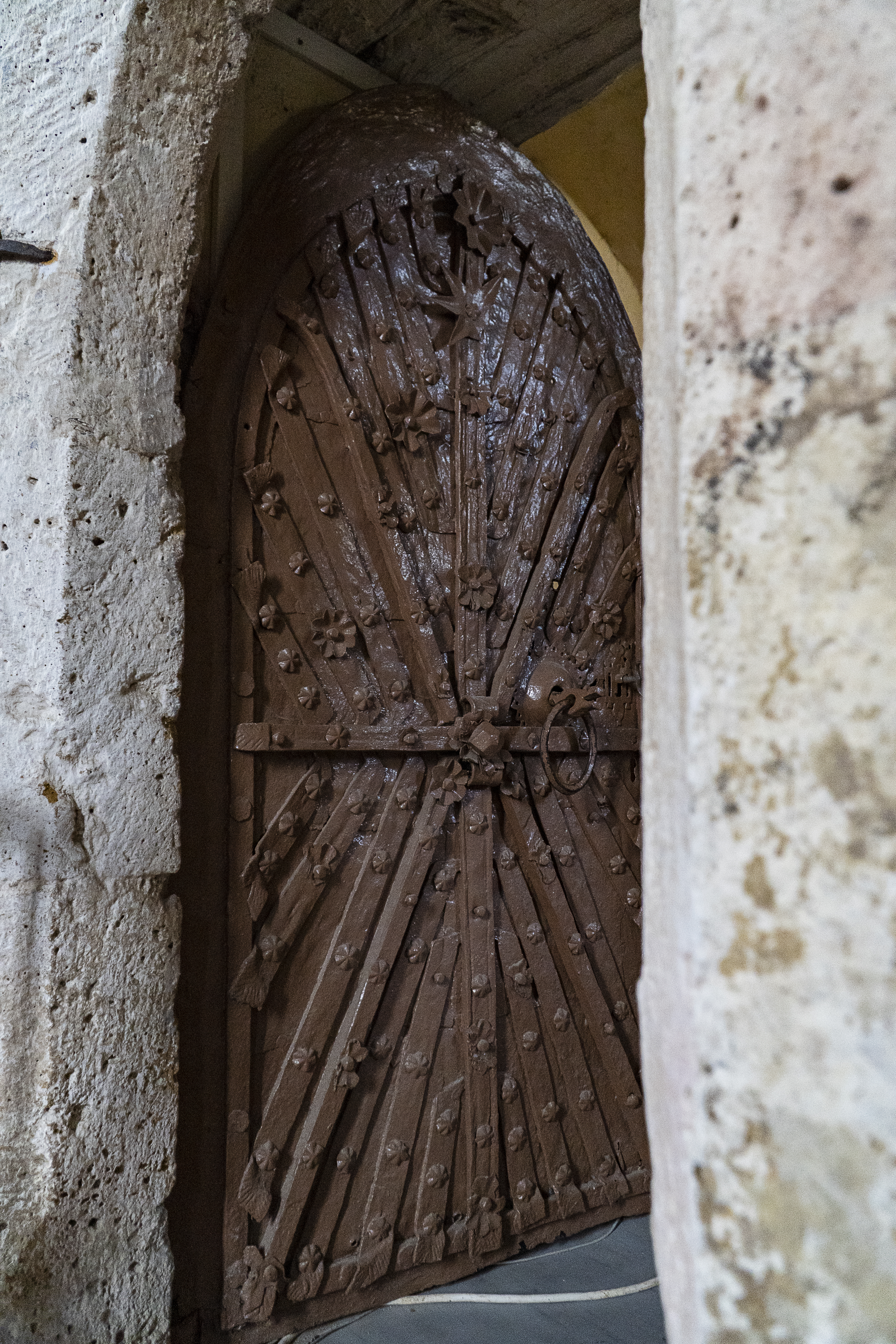
Zdobené středověké kovové dveře vedoucí do sakristie
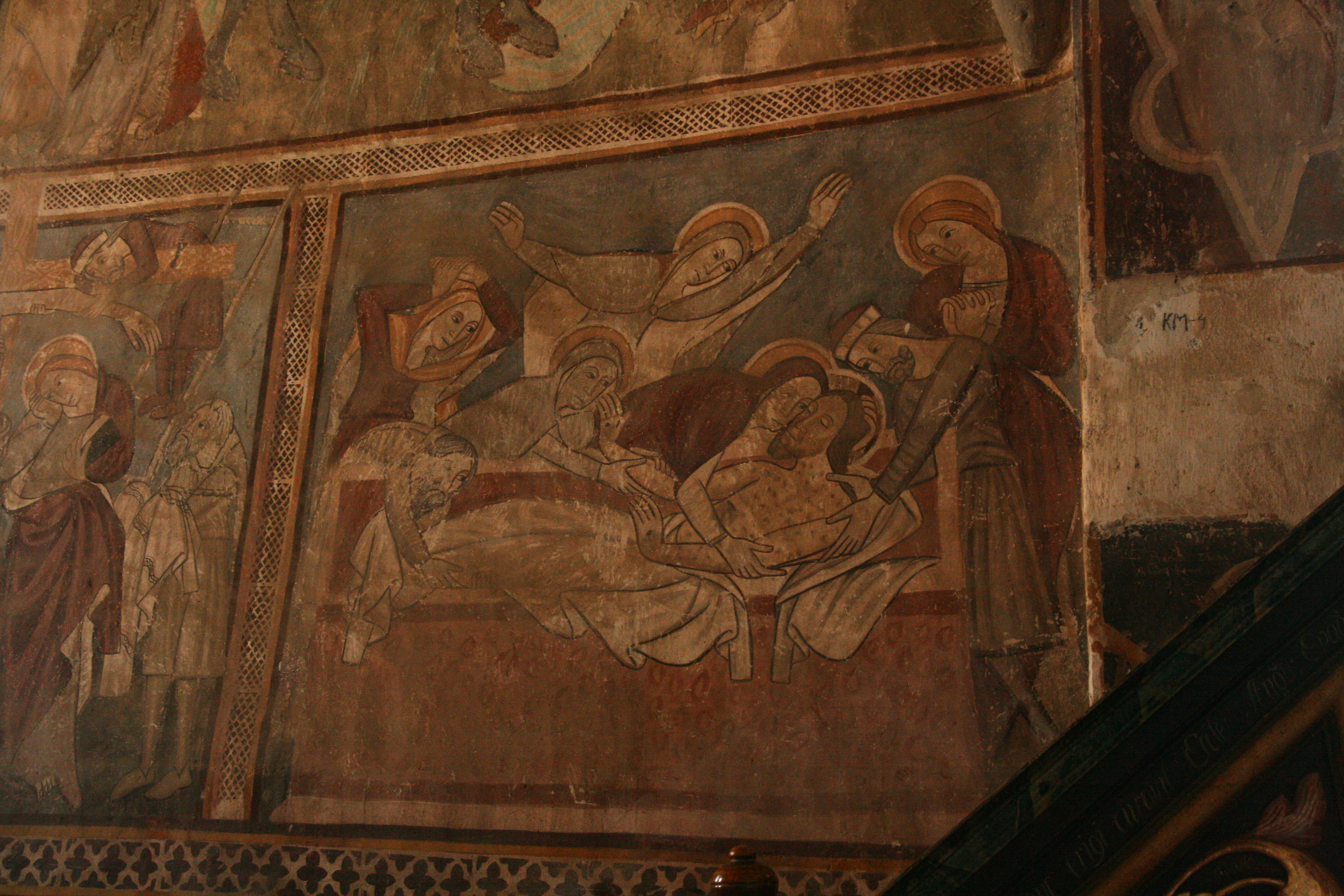
Freska Ukládání do hrobu
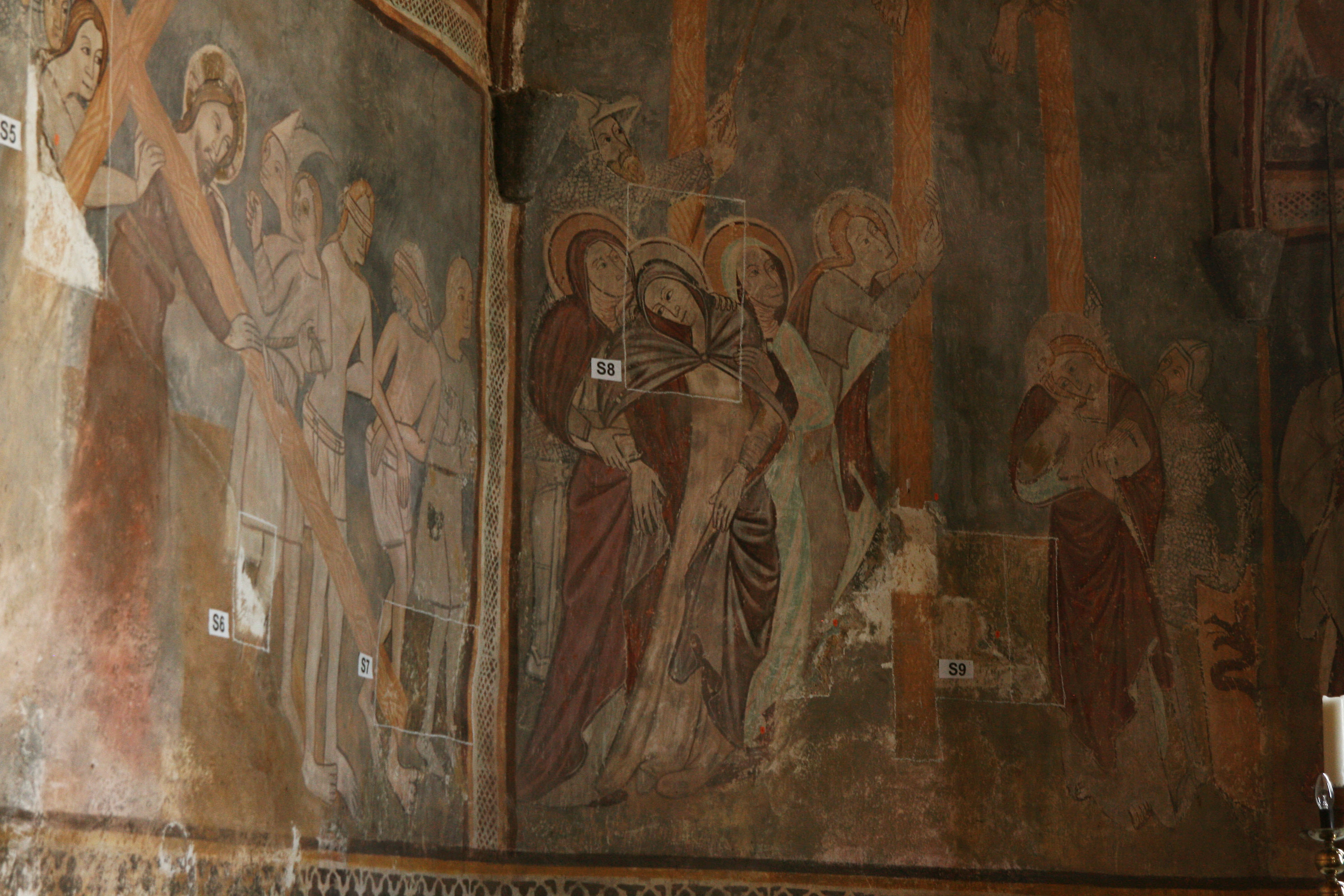
freska Ukřižování
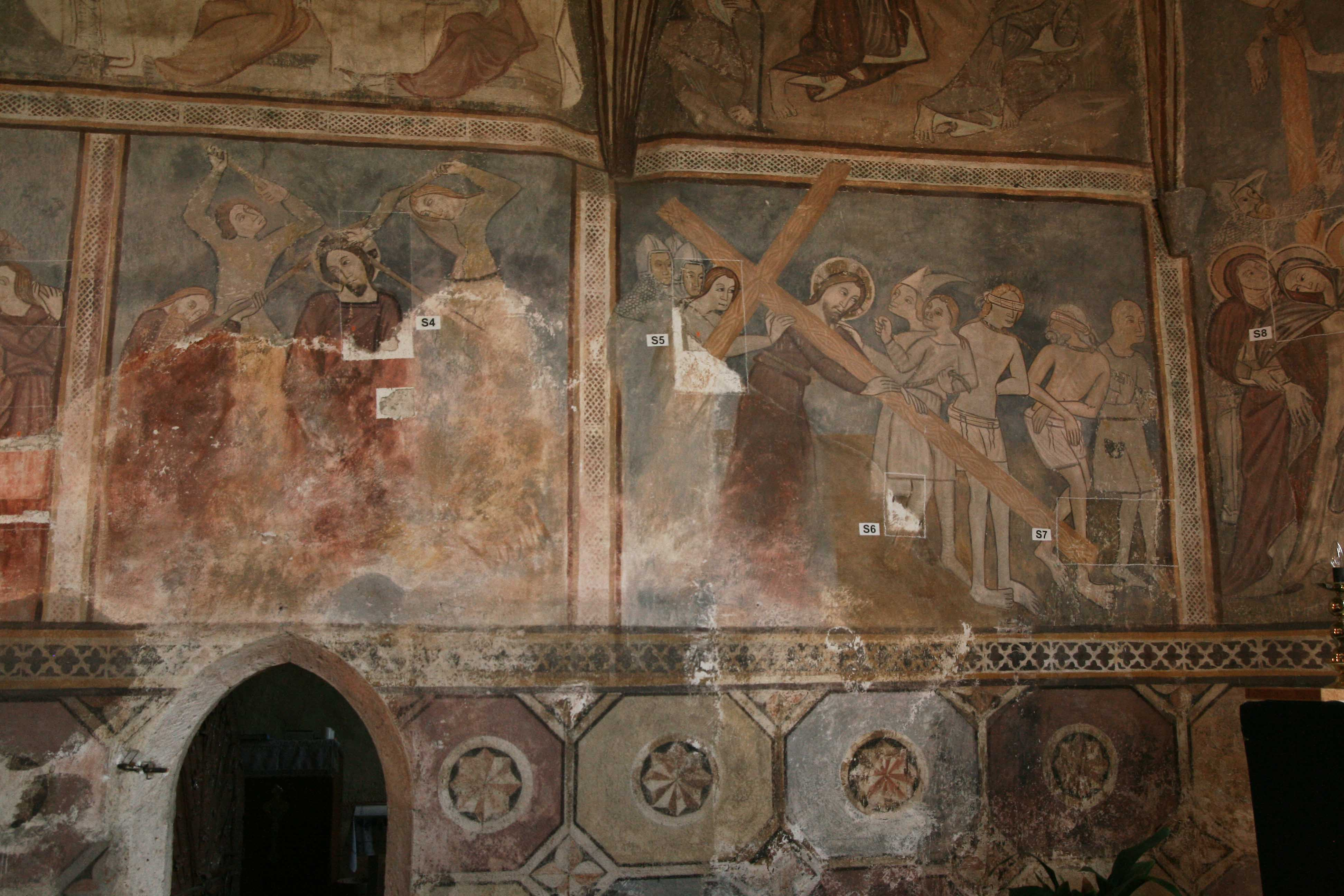
Freska Nesení kříže
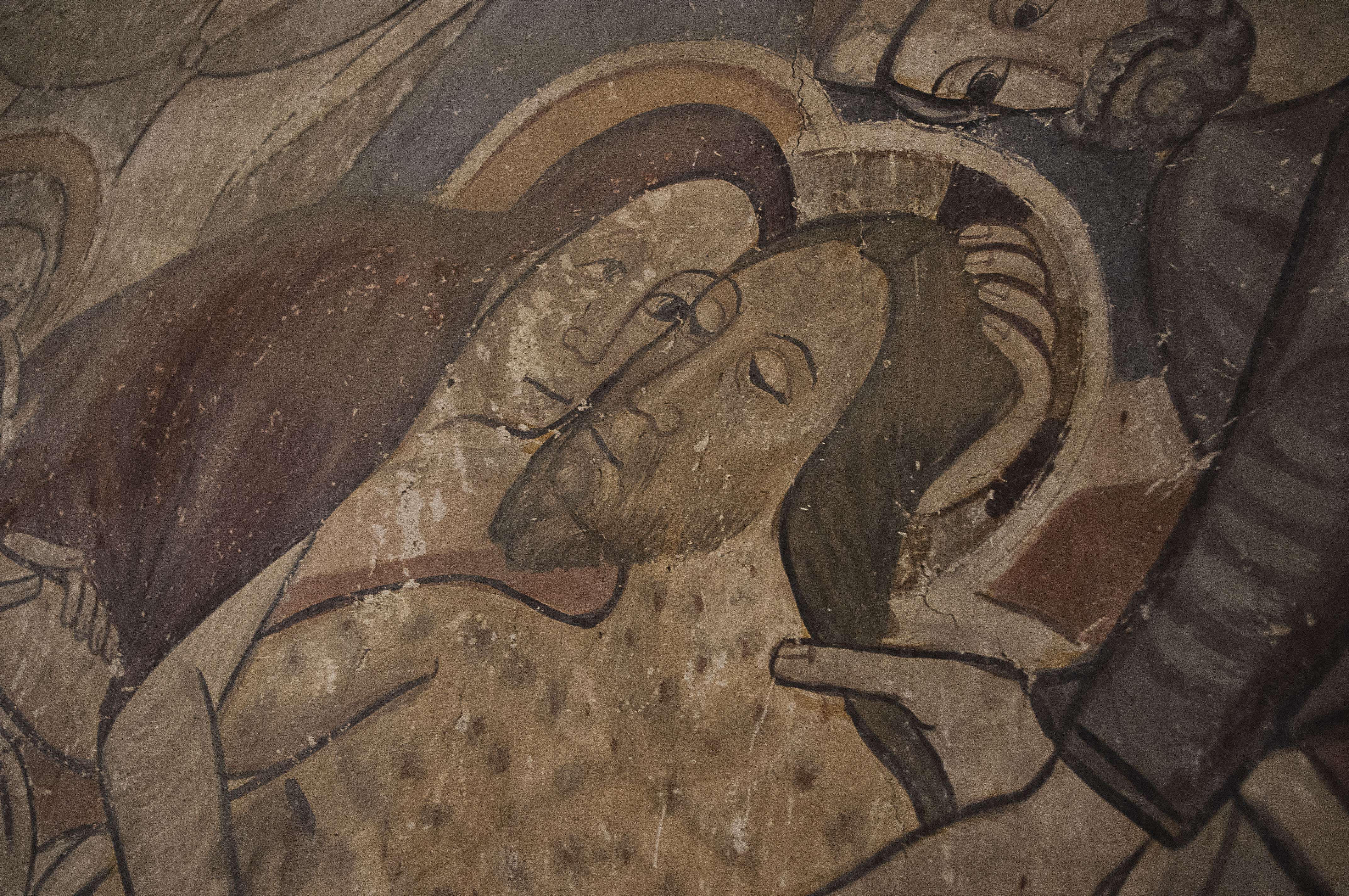
Freska Snímání kříže. Nosy a oči tvoří řecká písmena Alfa a Omega, což je odkaz na Bibli.
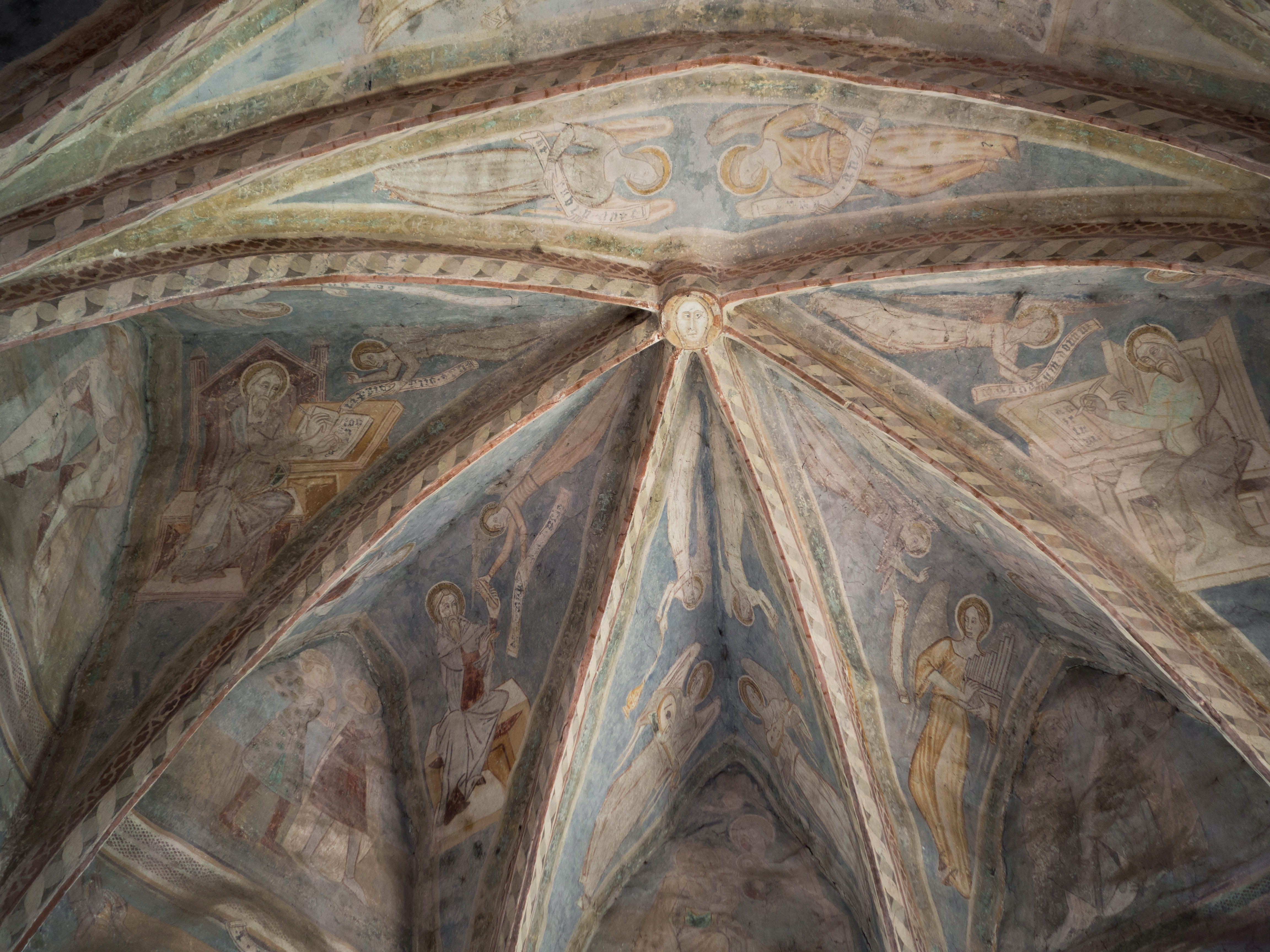
Klenba v presbytáři
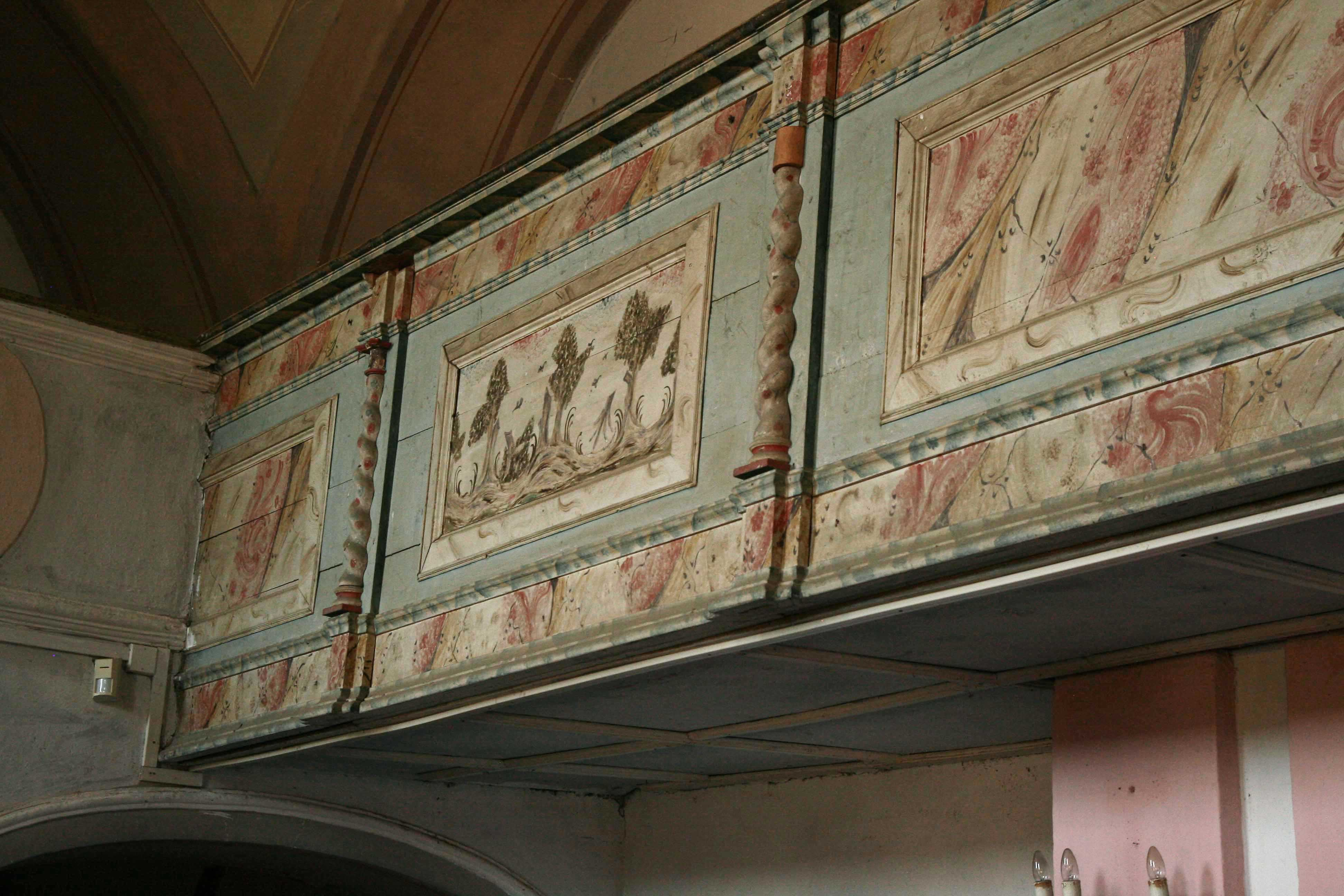
Malovaná empora
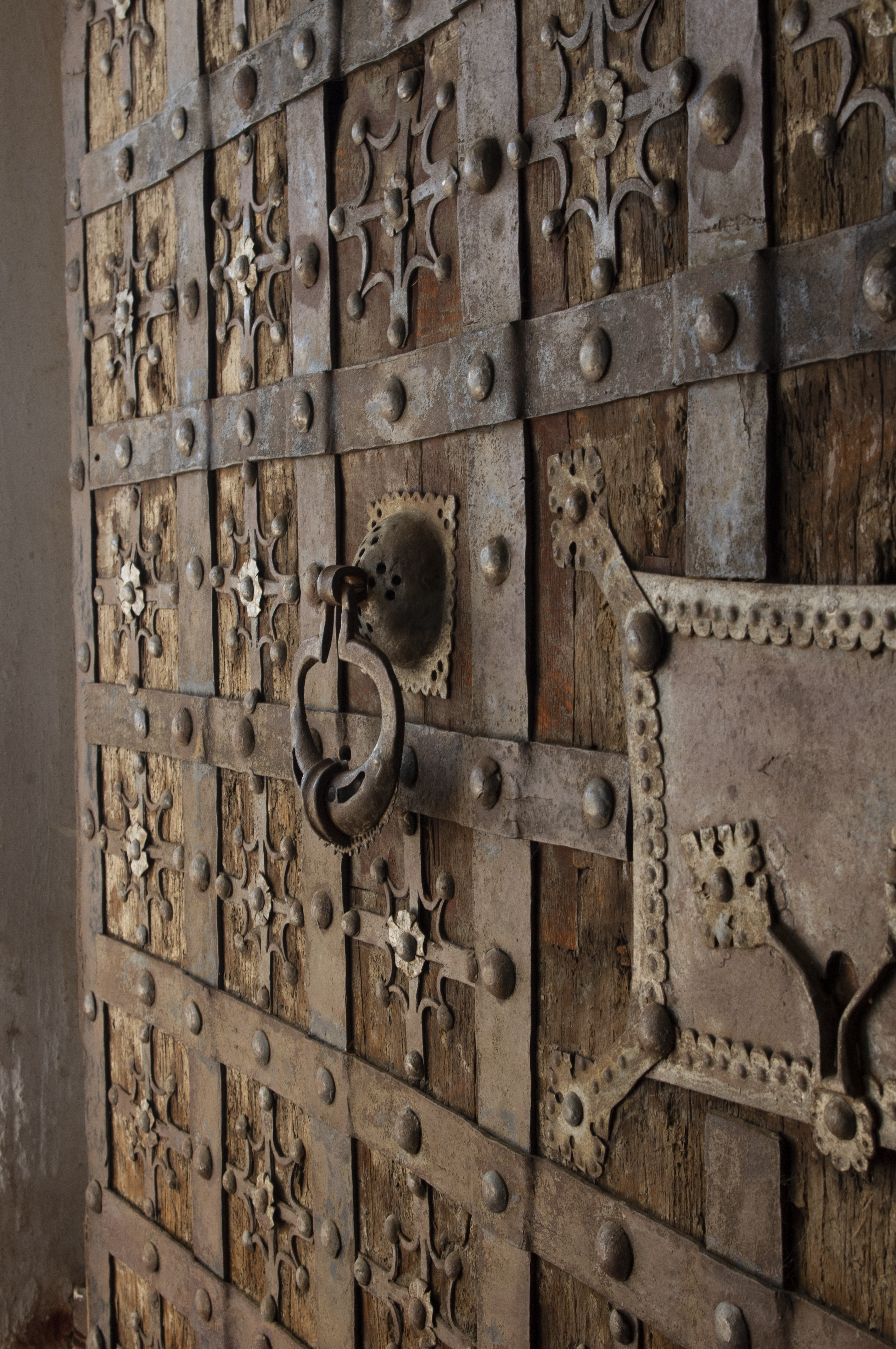
Detail vstupných bočných dveří.